# Деннвіль
Деннві́ль (фр. Denneville) — колишній муніципалітет у Франції, у регіоні Нормандія, департамент Манш. Населення — 568 осіб (2011).
Муніципалітет був розташований на відстані близько 300 км на захід від Парижа, 95 км на захід від Кана, 50 км на північний захід від Сен-Ло.

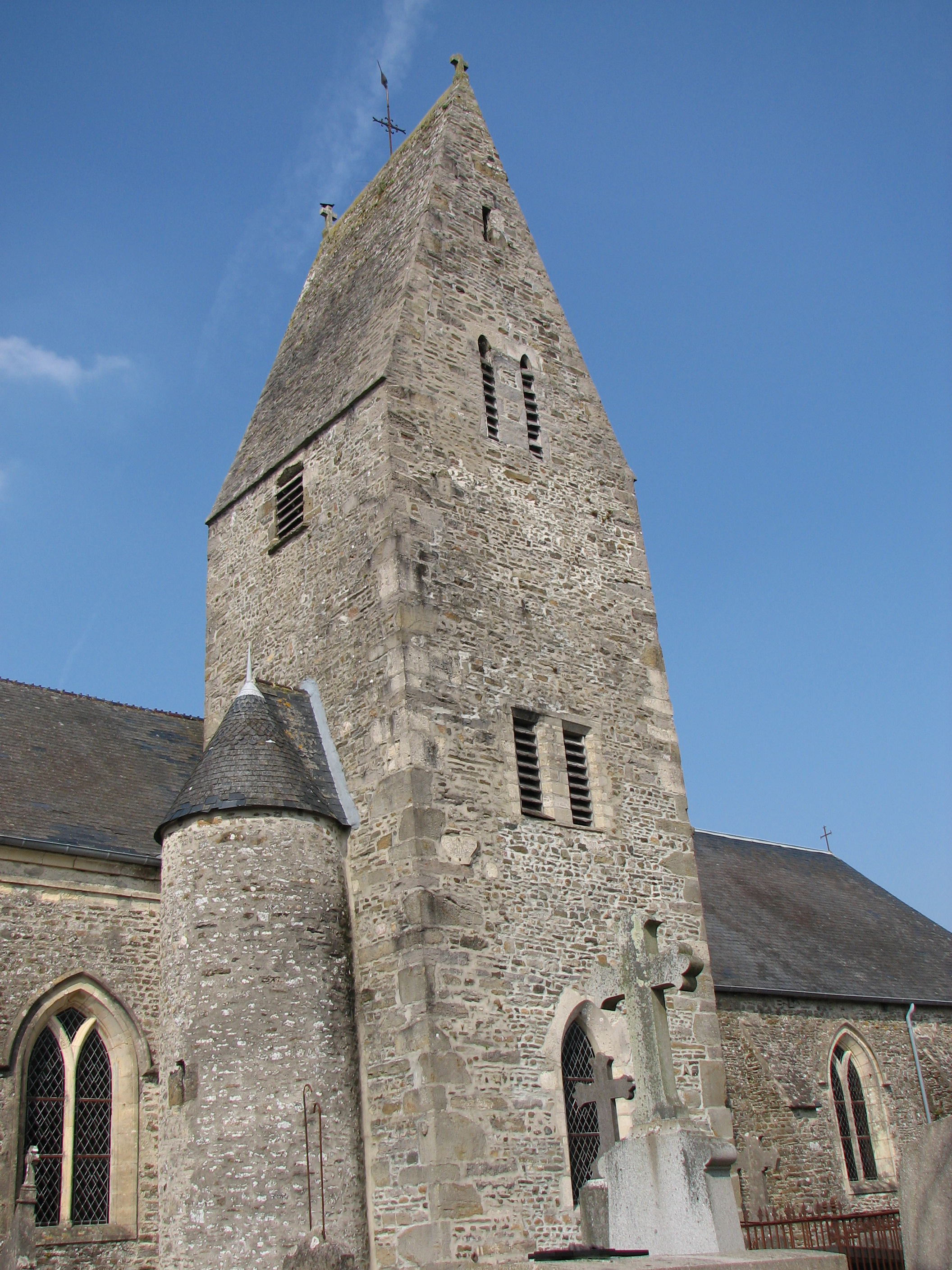

## Історія
До 2015 року муніципалітет перебував у складі регіону Нижня Нормандія. Від 1 січня 2016 року належав до нового об'єднаного регіону Нормандія.
1 січня 2019 року Деннвіль, Порбай i Сен-Ло-д'Урвіль було об'єднано в новий муніципалітет Пор-Бай-сюр-Мер.

## Демографія
Динаміка населення (INSEE ):
Розподіл населення за віком та статтю (2006):
| Стать | Всього | До 15 років | 15-24 | 25-44 | 45-64 | 65-85 | Понад 85 |
| --- | ------ | ----------- | ----- | ----- | ----- | ----- | -------- |
| Чоловіки | 244    | 24          | 20    | 68    | 80    | 36    | 16       |
| Жінки | 288    | 56          | 12    | 56    | 84    | 72    | 8        |
| \| Статево-вікова піраміда \| Статево-вікова піраміда \| Статево-вікова піраміда \| \| ----------------------- \| ----------------------- \| ----------------------- \| \| Чоловіки \| Вік \| Жінки \| \| 16 \| 85 + \| 8 \| \| 4 \| 80-84 \| 20 \| \| 12 \| 75-79 \| 12 \| \| 12 \| 70-74 \| 20 \| \| 8 \| 65-69 \| 20 \| \| 32 \| 60-64 \| 20 \| \| 20 \| 55-59 \| 36 \| \| 8 \| 50-54 \| 4 \| \| 20 \| 45-49 \| 24 \| \| 16 \| 40-44 \| 24 \| \| 28 \| 35-39 \| 8 \| \| 12 \| 30-34 \| 4 \| \| 12 \| 25-29 \| 20 \| \| 4 \| 20-24 \| 4 \| \| 16 \| 15-20 \| 8 \| \| 4 \| 10-14 \| 20 \| \| 8 \| 5-9 \| 28 \| \| 12 \| 0-4 \| 8 \| |        |             |       |       |       |       |          |
| Статево-вікова піраміда |        |             |       |       |       |       |          |
| Чоловіки | Вік    | Жінки       |       |       |       |       |          |
| 16 | 85 +   | 8           |       |       |       |       |          |
| 4 | 80-84  | 20          |       |       |       |       |          |
| 12 | 75-79  | 12          |       |       |       |       |          |
| 12 | 70-74  | 20          |       |       |       |       |          |
| 8 | 65-69  | 20          |       |       |       |       |          |
| 32 | 60-64  | 20          |       |       |       |       |          |
| 20 | 55-59  | 36          |       |       |       |       |          |
| 8 | 50-54  | 4           |       |       |       |       |          |
| 20 | 45-49  | 24          |       |       |       |       |          |
| 16 | 40-44  | 24          |       |       |       |       |          |
| 28 | 35-39  | 8           |       |       |       |       |          |
| 12 | 30-34  | 4           |       |       |       |       |          |
| 12 | 25-29  | 20          |       |       |       |       |          |
| 4 | 20-24  | 4           |       |       |       |       |          |
| 16 | 15-20  | 8           |       |       |       |       |          |
| 4 | 10-14  | 20          |       |       |       |       |          |
| 8 | 5-9    | 28          |       |       |       |       |          |
| 12 | 0-4    | 8           |       |       |       |       |          |

## Економіка
2010 року серед 291 особи працездатного віку (15—64 років) 210 були активними, 81 — неактивною (показник активності 72,2%, у 1999 році було 63,8%). З 210 активних мешканців працювало 186 осіб (93 чоловіки та 93 жінки), безробітними було 24 (7 чоловіків та 17 жінок). Серед 81 неактивної 16 осіб було учнями чи студентами, 53 — пенсіонерами, 12 були неактивними з інших причин.

У 2010 році в муніципалітеті числилось 280 оподаткованих домогосподарств, у яких проживали 573,5 особи, медіана доходів виносила 16 962 євро на одного особоспоживача